# Liste der Mitglieder des Gesetzgebenden Körpers der Freien Stadt Frankfurt 1846
Diese Liste enthält die Mitglieder des Gesetzgebenden Körpers der Freien Stadt Frankfurt im Jahr 1846.

## Vorbemerkung
Mit der Konstitutionsergänzungsakte, der Verfassung der Freien Stadt Frankfurt von 1816, wurde der Gesetzgebende Körper eingerichtet. Gemäß Art. 9 bestand er aus 85 Mitgliedern, darunter
- 20 Mitgliedern, die vom Senat der Freien Stadt Frankfurt aus seiner Mitte gewählt wurden (gekennzeichnet als "Schöff" = 1. Bank des Senats oder "Senator" = 2. Bank des Senats oder "Rathsverwandte" = 3. Bank des Senats)
- 20 Mitgliedern, die von der Ständigen Bürgerrepräsentation aus ihrer Mitte gewählt wurden (gekennzeichnet als "SBR")
- 45 Mitgliedern, die in indirekter Wahl von den Bürgern bestimmt wurden (gekennzeichnet als "Gewählt")
- 11 Mitgliedern, die von den Landgemeinden bestimmt wurden, aber nur bei Angelegenheiten Stimmrecht hatten, die die Landgemeinden betraf (gekennzeichnet als "Dorf")

## Präsidium
- Präsident: Schöff Ferdinand Maximilian Starck
- Erster Vizepräsident: Handelsmann Johann Martin Scharff
- Zweiter Vizepräsident: Handelsmann Johann Carl Ziegler
- Protokollführender Sekretär: Amtmann Johann Wilhelm Joseph Pfarr
- Sekretär: Ernst Friedrich Wilhelm Kugler
- Sekretär: Joseph Aloys Renner
- Sekretär: Carl Jeanrenaud

## Mitglieder
| Name                                         | Woher                  | Stand                  |
| -------------------------------------------- | ---------------------- | ---------------------- |
| Johann Heinrich Bardorf                      | Dorf (Oberrad)         | Schullehrer            |
| August Theodor de Bary                       | Gewählt                | Dr. med.               |
| Jacob Carl de Bary                           | SBR                    |                        |
| Samuel de Bary-Jordis                        | SBR                    | Handelsmann            |
| Johann Caspar Bauer                          | Gewählt                | Handelsmann            |
| Georg Christian Andreas Behagel              | Gewählt                | Handelsmann            |
| Georg Friedrich Bernhard Belli-Seufferheld   | Gewählt                | Handelsmann            |
| Johann Friedrich Beyerbach                   | Gewählt                | Handelsmann            |
| Georg Christoph Binding                      | Gewählt                | Advokat, Dr. jur.      |
| Johann Sigismund Boch                        | SBR                    |                        |
| Johann Jacob Böcking                         | SBR                    | Handelsmann            |
| Franz Josef Böhm-Osterrieth                  | SBR                    | Handelsmann            |
| Josef Anton Franz Bolongaro                  | SBR                    | Handelsmann            |
| Justus Brack                                 | Dorf (Oberrad)         | Beigeordneter          |
| Georg Carl Ludwig Brentano                   | Gewählt                | Bankier                |
| Anton Burkard                                | Gewählt                | Fiscal                 |
| Johann Balthasar Busch                       | Gewählt                | Bierbrauermeister      |
| Georg Wilhelm Clarus                         | Rathsverwandte         |                        |
| Ludwig Carl Emil Coester                     | Senator                |                        |
| Johann Jacob Cornill                         | SBR                    |                        |
| Conrad Friedrich Euler                       | Dorf (Hausen)          | Schultheiß             |
| August Christian Fischer-Dick                | Gewählt                | Sattlermeister         |
| Philipp Christoph Gallus                     | Gewählt                | Stadtamtmann, Dr. jur. |
| Johann Philipp Gärtner                       | Gewählt                | Major                  |
| Johannes Geißel                              | Dorf (Niederrad)       | 1. Beigeordneter       |
| August Giar                                  | Gewählt                | Dr. jur.               |
| Wilhelm Isaac Gillé                          | Gewählt                | Handelsmann            |
| Heinrich Greif                               | Dorf (Niederursel)     |                        |
| Georg Friedrich von Guaita                   | Schöff                 |                        |
| Friedrich Carl Hector Wilhelm von Günderrode | Schöff                 |                        |
| Johann Christian Günther-de Bary             | SBR                    |                        |
| Philipp Friedrich Gwinner                    | Senator                |                        |
| Johann Ludwig Haag                           | Gewählt                |                        |
| Eduard Ludwig von Harnier                    | Schöff                 |                        |
| Johann Georg Hayn                            | Gewählt                | Handelsmann            |
| Georg Wilhelm Hessenberg                     | Senator                |                        |
| Johann Caspar Hock                           | Gewählt                | Schneidermeister       |
| Johann Heinrich Hoffmann                     | SBR                    | Handelsmann            |
| Carl Jeanrenaud                              | Gewählt                | Advokat, Dr. jur.      |
| Carl Wilhelm Jost                            | Gewählt                | Goldarbeiter           |
| Johann Philipp Kahn                          | Gewählt                | Schmiedemeister        |
| Friedrich Jacob Keßler-Gontard               | Senator                |                        |
| Johann Jacob Conrad Kloß                     | Senator                | Dr. jur.               |
| Johann Cristian Carl Knoblauch               | SBR                    |                        |
| Maximilian Körner                            | Senator                | Dr. jur.               |
| Georg Kreuzmann                              | Dorf (Niederrad)       | Chirurg                |
| Friedrich Kugler                             | Gewählt                | Dr. jur.               |
| Jacob Daniel Lepper                          | Gewählt                | Konditor               |
| Johann Balthasar Lorey                       | Gewählt                | Dr. med.               |
| Ferdinand Wilhelm Mack                       | SBR                    | Handelsmann            |
| Johann Michael Mappes                        | Gewählt                | Dr. med.               |
| Johann Martin May                            | Gewählt                | Metzgermeister         |
| Carl Eduard Meyer                            | SBR                    |                        |
| Carl Anton Minoprio                          | Gewählt                | Handelsmann            |
| Peter Möser                                  | Dorf (Niedererlenbach) | Schultheiß             |
| Samuel Gottlieb Müller                       | Schöff                 | Dr.                    |
| Johann Georg Neuburg                         | Schöff                 | Dr.                    |
| Sebastian de Neufville                       | Senator                |                        |
| Georg Walter Neuhoff                         | Dorf (Bonames)         | Schulheiß a. D.        |
| Johann Adam Ohlenschlager                    | SBR                    | Dr. jur.               |
| Samuel Passavant                             | Gewählt                | Handelsmann            |
| Johann Wilhelm Joseph Pfarr                  | Gewählt                | Stadtamtmann, Dr. jur. |
| Friedrich Pfeffel                            | Gewählt                | Bankier                |
| Hermann Pötter                               | Gewählt                | Steindeckermeister     |
| Heribert Marquard Philipp Joseph Rau         | Gewählt                | Handelsmann            |
| Maximilian Reinganum                         | SBR                    | Dr. jur.               |
| Joseph Aloys Renner                          | Gewählt                | Advokat, Dr. jur.      |
| Georg Heinrich Reuhl                         | Gewählt                | Handelsmann            |
| Johann Conrad Reuß                           | SBR                    | Obrist                 |
| Johann Leonhard Reuß                         | Senator                |                        |
| Johann Carl Reusing                          | SBR                    |                        |
| Johann Jacob Reutlinger                      | Gewählt                | Bäckermeister          |
| Georg Rühl                                   | Dorf (Bornheim)        | Schultheiß             |
| Johann Heinrich Rumbler                      | Gewählt                | Weingärtner            |
| Johann Ludwig Schaffner                      | Gewählt                | Maurermeister          |
| Gottfried Scharff                            | Schöff                 |                        |
| Johann Martin Scharff                        | SBR                    | Advokat, Dr. jur.      |
| Johann Cyriacus Schlamp                      | Gewählt                | Handelsmann            |
| Johannes Schneider                           | Dorf (Dortelweil)      | Pfarrer                |
| Johann Heinrich Ludolph Schrader             | Gewählt                | Pfarrer                |
| Georg Christoph Friedrich Siebert            | Senator                |                        |
| Ferdinand Ludwig Streng                      | SBR                    | Handelsmann            |
| Johann Christoph Ulrici                      | Gewählt                | Major                  |
| Friedrich Philipp Usener                     | Schöff                 |                        |
| Georg Varrentrapp                            | Gewählt                | Dr. med.               |
| Georg Samuel Wagner                          | Gewählt                | Schuhmachermeister     |
| Gottfried Jacob Alexander Wagner-Lindheimer  | Gewählt                | Handelsmann            |
| Friedrich Ernst Wülker                       | Rathsverwandte         |                        |
| Johann Carl Ziegler-de Bary                  | Gewählt                | Handelsmann            |